# Ofener Mandat
Das Ofener Mandat ist ein auf den 20. August 1527 datiertes Religionsmandat Ferdinands von Österreich, das nach seinem Ausstellungsort Ofen (heute Buda) benannt ist. Es enthält einen detaillierten Strafkatalog, mit dem alle Arten von religiöser Abweichung erfasst und sanktioniert werden sollten. 

## Verfasser
Als Verfasser gilt der katholische Kontroverstheologe Johann Fabri. Er war seit 1523/24 Beichtvater und Rat Ferdinands. Päpstliche Indulte ermöglichten ihm, zahlreiche Pfründen auf sich zu vereinen; unter anderem war er Domherr in Basel, Konstanz, Mainz, Breslau und Prag, Propst in Ofen und Leitmeritz, Dekan in Groß-Glogau, Koadjutor in Wiener Neustadt; 1530 wurde er Bischof von Wien. Er nahm an den Religionsgesprächen in Zürich 1523 und Basel 1526 teil, ebenso am Regensburger Konvent 1524 und an mehreren Reichstagen.

## Inhalt
Das Mandat erneuerte die Forderungen des Wormser Edikts von 1521 und bezeichnete die bisher von Ferdinand erlassenen Religionsmandate ebenso wie die Reformmaßnahmen des Regensburger Konvents als Schritte zur Unterdrückung der Ketzerei. Wer die zwölf Artikel des Apostolischen Glaubensbekenntnisses oder die Siebenzahl der Sakramente nicht anerkannte, war ein Ketzer im Sinne des Ofener Mandats. Leib- und Lebensstrafen richteten sich nach der Schwere des Vergehens. Der Ketzer verfiel der Acht, seine Güter wurden konfisziert.
- Abweichende christologische Lehren, beispielsweise zur wahren Gottheit und Menschheit Christi, wurden ausnahmslos mit dem Tod durch Verbrennung bestraft.
- Wer die Gottesmutter Maria missachtete und beispielsweise behauptete, sie sei nicht Immerjungfrau oder sei eine Frau wie andere auch, sollte je nach Schwere des Vergehens an Leib, Leben oder Gut gestraft werden.
- Wer sich an der Heiligenverehrung nicht beteiligte oder schlecht darüber redete, wurde mit Gefängnis oder Landesverweisung bestraft.
- Wer die traditionelle Form von Taufe, Heiliger Messe oder Heiliger Ölung veränderte, wurde ebenfalls mit Gefängnis oder Landesverweisung bestraft.
- Wer das von den Ketzern so bezeichnete Nachtmahl des Herrn feierte, wobei die Teilnehmer einander Brot und Wein zureichten, wurde an Leib, Leben und Gütern gestraft. Ein Haus, in dem diese Feier stattfand, wurde konfisziert und konnte abgerissen werden.
- Wer, ohne zum Priester geweiht zu sein, das Altarsakrament konsekrierte, wurde mit dem Tod durch Feuer, Schwert oder Wasser gestraft.
- Wer das Bußsakrament missachtete, nicht mindestens einmal jährlich beichtete oder zur Kommunion ging, ohne gebeichtet zu haben, wurde mit Gefängnis, Ausweisung oder an seinem Gut gestraft.
- Priester und Ordensleute, die ihre klerikale Kleidung und Tonsur abgelegt hatten oder die geheiratet hatten, wurden mit einem Monat Gefängnis gestraft. Danach wurden die Priester mit ihren Frauen des Landes verwiesen, die Ordensleute aber in ihre Klöster zu weiterer Bestrafung zurückgebracht.
- Bigamie war strafbar; die kirchlichen Eheverbote waren zu beachten, bei Strafe der Landesverweisung.
- Akte von Bilderstürmerei wurden je nach Schwere an Leib und Gut gestraft.
- Wer die Fastentage nicht einhielt, wurde mit Gefängnis bestraft.
- Wer meinte, dass ein Christ nicht gegen die Türken kämpfen solle, wurde ebenfalls mit Gefängnis bestraft.
- Wer meinte, dass man den armen Seelen im Fegefeuer nicht helfen solle, wurde des Landes verwiesen.
- Wer meinte, dass Christen kein Privateigentum haben sollten, wurde mit dem Schwert hingerichtet.
- Wer Ketzer beherbergte, schützte oder verteidigte, verlor seine Ämter. Unwissende, einfache Leute, die sich verführen ließen, sollten mit Nachsicht behandelt werden.
- Schriften Martin Luthers, Huldrych Zwinglis oder Johannes Oekolampads waren verboten, man durfte sie weder verkaufen noch besitzen oder lesen. Wer solche Bücher besaß, sollte sie der Obrigkeit aushändigen.
- Wer Ketzer anzeigte, bekam ein Drittel des konfiszierten Guts als Belohnung.

Zehn Jahre lang sollte dieses Mandat zu Weihnachten und zu Ostern in allen Pfarrkirchen verlesen werden.

## Auswirkungen
Wie das Mandat umgesetzt wurde, zeigt der Prozess gegen eine Täufergruppe in Steyr im November 1527. Der Prokurator Wolfgang Kunigl forderte zur Bestimmung des Strafmaßes Kopien sowohl des Wormser Edikts als auch des Ofener Mandats an. Die Steyrer Richter verurteilten die meisten Angeklagten zu Gefängnis und Zwangsunterweisung im katholischen Glauben. Ferdinand kassierte diese seiner Meinung nach zu milden, nicht dem Mandat entsprechenden Urteile im Frühjahr 1528 und ließ die Steyrer Täufer hinrichten.

## Textausgabe
- Grete Mecenseffy (Hrsg.): Österreich, Teil I (= Quellen zur Geschichte der Täufer, Band 11). Mohn, Gütersloh 1964, S. 3–12.